# Xiprer del Sàhara
El xiprer del Sàhara (o tarout, nom tuareg local; nom científic: Cupressus dupreziana) és una espècie de conífera molt rara, inclosa en la llista d'espècies amenaçades. Creix entre els 1.000 i els 2.000 metres d'altitud a l'altiplà de Tassili n'Ajjer, en la part central del desert del Sàhara (sud-est d'Algèria). Rep el seu nom pel seu descobridor en el món de la ciència, el capità Duprez, comandant de la guarnició francesa estacionada a l'oasi de Djanet. La seva classificació científica, i en conseqüència el seu nom científic, han estat discutits. L'últim nom proposat Tassilicyparis dupreziana (A. Camus) A. V. Bobrov & Melikyan, 2006.

## Descripció

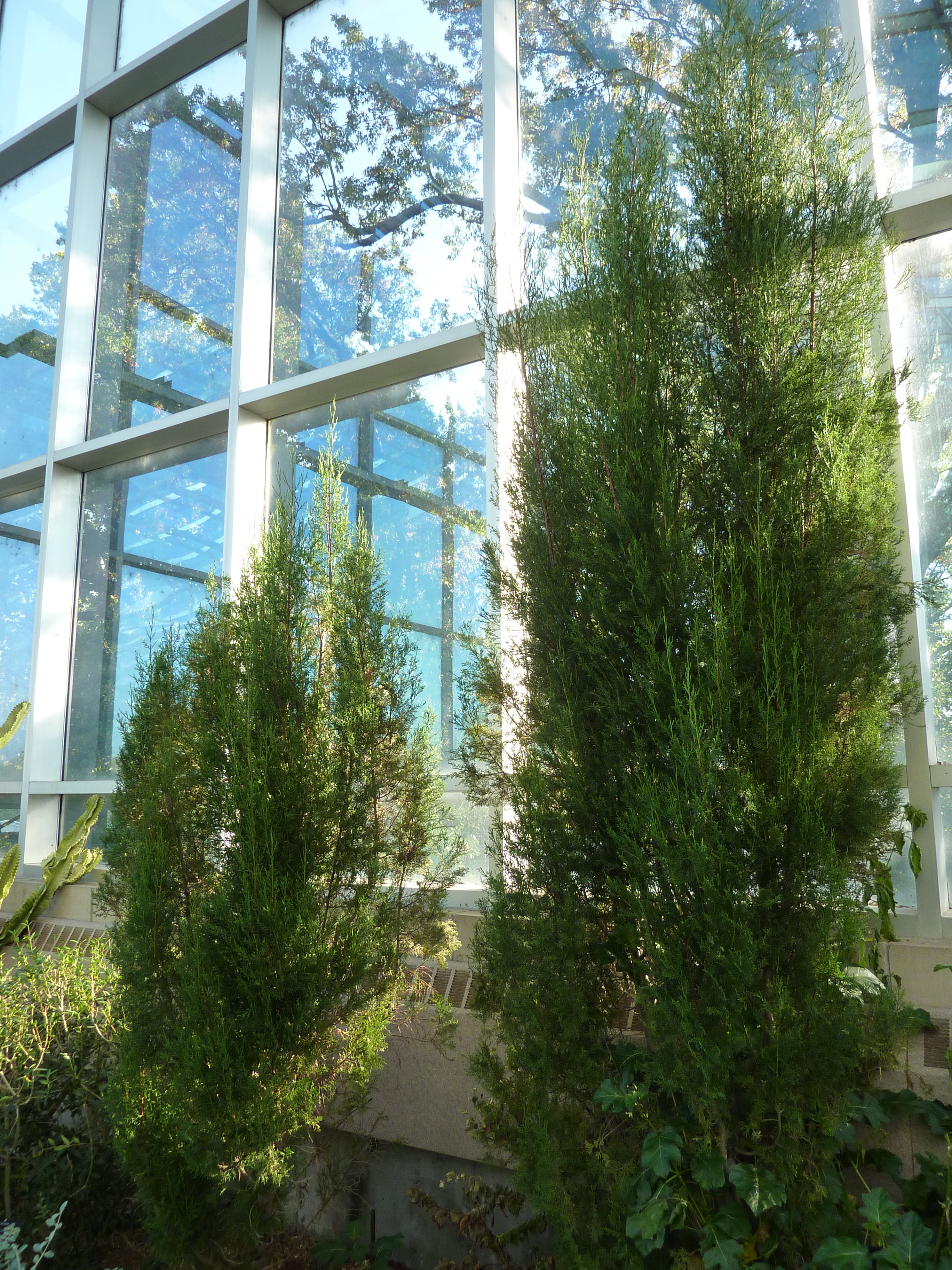
Exemplars joves

Forma una única població de 233 exemplars, distribuïda en 200 quilòmetres quadrats. La majoria d'aquesta població és molt vella, per sobre dels 2.200 anys, amb molt poca regeneració a causa de la progressiva desertització del Sàhara. La pluja a l'àrea és de només 30 mm a l'any. Amb exemplars alts de 22 metres, el més gran n'és el Tin-Balalan, amb una circumferència de 12 metres.
L'espècie es diferencia del xiprer mediterrani (Cupressus sempervirens) pel seu fullatge molt més blau, amb una taca de resina a cada fulla. També té els cons més petits, llargs de només 1,5-2,5 cm. El xiprer del Marroc (Cupressus atlantica) és més similar, i alguns autors el consideren una variant del duprezia (C. dupreziana var. atlantica). Les llargues arrels del xiprer del Sàhara li permeten de cercar aigua a molta distància; però, en ser molt poc fondes, fan que l'arbre estigui amenaçat per les infreqüents -però ocasionals- pluges torrencials.

### Reproducció
Probablement, com a conseqüència dels seu aïllament i baixa població, aquest xiprer ha evolucionat fins a obtenir un sistema reproductiu únic, l'apomixi masculina, en què les llavors es desenvolupen enterament a partir del contingut genètic del pol·len. No hi ha aportació genètica de la mare, que només els proporciona el nodriment (Pichot i cols., 2000); això permet que aquesta espècie n'empri una altra per a produir llavors, que seran idèntiques al dupreziana (en forma amb punts de coincidència amb el paper instrumental d'una mare de lloguer). El xiprer del Marroc, tot i la semblança, no té aquesta qualitat. Malauradament, només un deu per cent de les llavors del xiprer del Sàhara produeixen embrions viables a causa de la seva meiosi erràtica, que produeix tant de pol·len viable amb cèl·lules diploides (= amb dos parells de jocs de cromosomes), com d'inviable (amb quatre, un o cap joc).
El xiprer del Sàhara es cultiva en llocs del sud i l'oest d'Europa, en part per garantir la supervivència de les espècies, però també com a arbre purament ornamental. A Canberra (Austràlia), s'està constituint un Arboretum internacional que contindrà boscos d'espècies rares i amenaçades d'arreu del món; un d'aquests estarà dedicat al Cupressus dupreziana i es preveia que se'n plantessin 1.300 exemplars a les darreries del 2007.